# 上郡町
上郡町（かみごおりちょう）は、兵庫県の南西部にある町。兵庫県西播磨県民局の所管区域。

## 概要
兵庫県の西端に位置し、西は岡山県の備前市、南は赤穂市、東は相生市やたつの市、北は佐用郡の佐用町に面する。町の北東部には、隣接するたつの市や佐用郡佐用町と一体になって形成される播磨科学公園都市が広がっている。
町内に所在する主な公共機関としては西播磨県民局、兵庫県立先端科学技術支援センターがあり、大学は兵庫県立大学の播磨理学キャンパス（同大学の理学部）がある。

## 地理
町域の大半が山地や丘陵地で、町の中央部を南北に千種川（全国名水百選）が流れ、町全体が「水の郷」に指定されている（水の郷百選：さわやかに歴史と未来の出逢うまち）。
姫路市への通勤率は11.5%、赤穂市への通勤率は10.5%である（いずれも平成22年国勢調査）。
隣接している自治体は以下のとおりである。
- 赤穂市
- 相生市
- たつの市
- 佐用郡佐用町
- 岡山県備前市

### 気候
| 上郡の気候               | 上郡の気候   | 上郡の気候  | 上郡の気候   | 上郡の気候    | 上郡の気候    | 上郡の気候    | 上郡の気候    | 上郡の気候    | 上郡の気候    | 上郡の気候    | 上郡の気候   | 上郡の気候   | 上郡の気候       |
| 月                       | 1月          | 2月         | 3月          | 4月           | 5月           | 6月           | 7月           | 8月           | 9月           | 10月          | 11月         | 12月         | 年               |
| ------------------------ | ------------ | ----------- | ------------ | ------------- | ------------- | ------------- | ------------- | ------------- | ------------- | ------------- | ------------ | ------------ | ---------------- |
| 最高気温記録 °C （°F）   | 19.4 (66.9)  | 21.9 (71.4) | 25.3 (77.5)  | 29.6 (85.3)   | 32.8 (91)     | 35.0 (95)     | 37.7 (99.9)   | 37.5 (99.5)   | 36.0 (96.8)   | 32.2 (90)     | 26.0 (78.8)  | 20.3 (68.5)  | 37.7 (99.9)      |
| 平均最高気温 °C （°F）   | 9.1 (48.4)   | 10.2 (50.4) | 13.8 (56.8)  | 19.5 (67.1)   | 24.3 (75.7)   | 27.2 (81)     | 30.7 (87.3)   | 32.4 (90.3)   | 28.4 (83.1)   | 22.9 (73.2)   | 17.0 (62.6)  | 11.4 (52.5)  | 20.6 (69.1)      |
| 日平均気温 °C （°F）     | 3.2 (37.8)   | 4.0 (39.2)  | 7.4 (45.3)   | 12.8 (55)     | 17.9 (64.2)   | 22.0 (71.6)   | 25.9 (78.6)   | 26.8 (80.2)   | 22.7 (72.9)   | 16.5 (61.7)   | 10.5 (50.9)  | 5.3 (41.5)   | 14.6 (58.3)      |
| 平均最低気温 °C （°F）   | −1.6 (29.1)  | −1.2 (29.8) | 1.4 (34.5)   | 6.3 (43.3)    | 11.9 (53.4)   | 17.6 (63.7)   | 22.2 (72)     | 22.8 (73)     | 18.4 (65.1)   | 11.7 (53.1)   | 5.5 (41.9)   | 0.4 (32.7)   | 9.6 (49.3)       |
| 最低気温記録 °C （°F）   | −10.3 (13.5) | −8.6 (16.5) | −6.8 (19.8)  | −3.2 (26.2)   | 1.5 (34.7)    | 7.8 (46)      | 14.3 (57.7)   | 15.1 (59.2)   | 6.3 (43.3)    | 1.0 (33.8)    | −3.3 (26.1)  | −7.6 (18.3)  | −10.3 (13.5)     |
| 降水量 mm （inch）       | 37.5 (1.476) | 48.0 (1.89) | 91.6 (3.606) | 102.4 (4.031) | 135.8 (5.346) | 172.4 (6.787) | 201.4 (7.929) | 120.1 (4.728) | 177.9 (7.004) | 108.1 (4.256) | 58.0 (2.283) | 49.1 (1.933) | 1,302.2 (51.268) |
| 平均降水日数 （≥1.0 mm） | 5.4          | 6.4         | 8.9          | 9.6           | 9.7           | 11.5          | 11.4          | 8.2           | 9.6           | 8.1           | 5.9          | 5.5          | 100.3            |
| 平均月間日照時間         | 142.1        | 140.3       | 177.2        | 193.0         | 198.0         | 145.6         | 150.8         | 203.1         | 157.4         | 170.0         | 153.9        | 146.9        | 1,984.7          |
| 出典：気象庁             |              |             |              |               |               |               |               |               |               |               |              |              |                  |

### 人口
平成22年国勢調査より前回調査からの人口増減をみると、5.50％減の16,634人であり、増減率は県下41市町村中33位、49行政区域中41位。
| |                                        |  |
| 上郡町と全国の年齢別人口分布（2005年） | 上郡町の年齢・男女別人口分布（2005年） |  |
| ■紫色 ― 上郡町 ■緑色 ― 日本全国 | ■青色 ― 男性 ■赤色 ― 女性              |  |
| 上郡町（に相当する地域）の人口の推移 \| 1970年（昭和45年） \| 16,902人 \| \| \| 1975年（昭和50年） \| 17,448人 \| \| \| 1980年（昭和55年） \| 18,388人 \| \| \| 1985年（昭和60年） \| 18,900人 \| \| \| 1990年（平成2年） \| 18,781人 \| \| \| 1995年（平成7年） \| 18,849人 \| \| \| 2000年（平成12年） \| 18,419人 \| \| \| 2005年（平成17年） \| 17,603人 \| \| \| 2010年（平成22年） \| 16,636人 \| \| \| 2015年（平成27年） \| 15,224人 \| \| \| 2020年（令和2年） \| 13,879人 \| \| |                                        |  |
| 総務省統計局 国勢調査より |                                        |  |
| 1970年（昭和45年） | 16,902人                               |  |
| 1975年（昭和50年） | 17,448人                               |  |
| 1980年（昭和55年） | 18,388人                               |  |
| 1985年（昭和60年） | 18,900人                               |  |
| 1990年（平成2年） | 18,781人                               |  |
| 1995年（平成7年） | 18,849人                               |  |
| 2000年（平成12年） | 18,419人                               |  |
| 2005年（平成17年） | 17,603人                               |  |
| 2010年（平成22年） | 16,636人                               |  |
| 2015年（平成27年） | 15,224人                               |  |
| 2020年（令和2年） | 13,879人                               |  |

2014年（平成26年）5月8日に「日本創成会議・人口減少問題検討分科会」が発表した2040年人口推計結果で、20歳から39歳までの若年女性の減少率が2010年（平成22年）比で65.1%。

## 歴史

### 原始・古代
縄文時代中期末（約4,000年前）には、町内で人々の生活痕跡が確認されている。弥生時代後期（約1,800年前）には、高田・神子田遺跡で西播磨最大級の竪穴建物が作られるなど、拠点的な集落が営まれる。

### 古代
古墳時代初頭（3世紀中ごろ～後半）には、千種川流域最大・最古の前方後円墳である中山13号墳が造営される。古墳時代末期（6世紀末～7世紀）には、西播磨最大級の方墳・與井1号墳が築造される。
飛鳥時代の7世紀中ごろには、町内に古代山陽道が敷設される。
白鳳期の7世紀後半には、赤穂郡唯一の古代寺院である與井廃寺が創建される。また、古代山陽道沿いに、掘立柱建物を中心とした初期の形態の駅家である高田駅家と野磨駅家が造営される。
奈良時代後半の8世紀中ごろに高田駅家と野磨駅家は、後期駅家として瓦葺礎石建物に建て替えられる。
平安時代の996年（長徳2年）、内大臣・藤原伊周が殿上籍を削られ、大宰権帥となり流される途中に播磨国に留められ野磨駅家に留まったとされる。

### 中世
鎌倉時代末期の1333年（元弘3年）、鎌倉幕府に反旗を翻した後醍醐天皇とその第1皇子である護良親王の令旨を受けて、赤松則村（円心）が挙兵。京都・六波羅探題を陥落させて建武の新政が始まる。
建武の新政では、則村は冷遇され、播磨国守護も召し上げられたため、播磨に戻り足利尊氏に与した。尊氏が京都で敗れ西国へ敗走する中、則村は尊氏に九州で勢力を回復することや北朝の光厳上皇を後ろ盾とすることなどの献策を行うとともに、白旗城を築き尊氏を追撃する宮方の新田義貞を釘付けにした。勢力を盛り返した尊氏が東上してくると、義貞は白旗城攻めを諦めて撤退し、尊氏と合流した則村はて、湊川の戦いで、新田義貞・楠木正成を破り、京都を奪還。室町幕府を成立させた。
室町時代の1441年（嘉吉元年）には、赤松満祐・赤松教康父子が恐怖政治を行う第6代将軍足利義教を謀殺するという嘉吉の乱を起こし、播磨で軍備を整えるが、幕府軍である山名持豊（宗全）に攻められ、赤松宗家は滅亡する。
戦国時代の1578年（天正6年）、天下統一を目指す織田信長の中国攻めに際して、羽柴秀吉が上月城攻防戦の際に、町内の別名城に陣を敷いたとされる。

### 近世
- 1701年（元禄14年）- 赤穂藩主・浅野長矩が元禄事件を起こし、町域を含む赤穂藩領が公収され、天領となる。
- 1809年（文化6年）- 全国の測量を行う伊能忠敬隊が町内で測量を行う。
- 1832年（天保3年）- 2月28日、赤穂郡細念村（現・上郡町岩木丙字石戸）で大鳥圭介が誕生する。
- 1866年（慶応2年）- 播磨国都市部で起こった百姓一揆が町内にも及ぶ。

### 近代
- 1871年（明治4年）- 廃藩置県が実施され、町内は54の小村に分かれる。
- 1888年（明治21年）- 町村制が実施され、町内は上郡村、高田村、鞍居村、赤松村、船坂村の５ヶ村となる。
- 1913年（大正2年）- 上郡村が上郡町となる。
- 1955年（昭和30年） -3月25日、新・上郡町が誕生する。
- 1958年（昭和33年） -12月25日に町章を制定する[6]。

### 行政区域の変遷
- 1889年（明治22年）4月1日 - 町村制に施行により、上郡村・井上村・大持村・山野里村・竹万村の区域をもって上郡村が発足。
- 1913年（大正2年）4月1日 - 上郡村が町制施行して上郡町となる。
- 1955年（昭和30年）3月25日 - 上郡町が鞍居村・船坂村・高田村および赤松村の一部（苔縄・大枝・大枝新・岩木・柏野・細野・赤松・河野原・楠および旭日の一部）と合併し、改めて上郡町が発足。

昭和の大合併においては、1954年（昭和29年）に5月13日に兵庫県が公表した合併計画では上郡町・鞍居村・船坂村・赤松村・高田村・有年村の6町村による合併が想定されていたが、有年村は赤穂市からも合併の勧誘を受けていた。また高田村・有年村は相生市・赤穂市を含む赤穂郡2市8町村の大合併を説いたが、具体化するには至らなかった。有年村は結局赤穂市との合併を選択、高田村は有年村と行動を共にしようとして赤穂市に合併を申し入れるも拒否され上郡町との合併に至った。なお赤松村の分村については赤松村 (兵庫県)#沿革を参照。
平成の大合併においては合併相手がひとつに定まらず、(1)赤穂市との合併、(2)相生市との合併、(3)相生市・三日月町との合併、の3種類が候補に上がり、それぞれ独立した合併協議会が設置されるという状態になっていた。三日月町が佐用郡合併を選択し、(1)と(2)は意見対立が大きく、旧・合併特例法の下ではいずれも合併に至らなかった。
相生市との合併協議会は事実上解散状態にある。赤穂市との合併が新・合併特例法の下ですすめられていたが、2007年9月に赤穂市で行われた住民投票で合併反対票が賛成票を大きく上回り、市長が合併断念を表明した。

## 行政

### 町長
- 梅田修作 - 2021年7月21日就任。2期目。[10]

| 代                  | 氏名       | 就任日         | 退任日         | 備考                                                     |
| ------------------- | ---------- | -------------- | -------------- | -------------------------------------------------------- |
| 町長職務執行者 初代 | 下川巳之進 | 1955年5月1日   | 1959年4月30日  | （旧）上郡町長。1959年の町長選挙で川本に敗れ落選。       |
| 2代                 | 川本勲     | 1959年5月1日   | 1962年10月15日 | 公職選挙法違反で有罪判決を受け上告中に辞職。             |
| 3代                 | 種継新     | 1962年11月24日 | 1966年11月23日 | 1966年の町長選挙で川本に敗れ落選。                       |
| 4代                 | 川本勲     | 1966年11月24日 | 1982年11月23日 | 2代の再登板。                                            |
| 5代                 | 中尾隆幸   | 1982年11月24日 | 1994年11月23日 |                                                          |
| 6代                 | 福井一則   | 1994年11月24日 | 2002年11月23日 | 2002年の町長選挙で安則に敗れ落選。                       |
| 7代                 | 安則眞一   | 2002年11月24日 | 2006年11月23日 | 2006年の町長選挙で山本に敗れ落選。                       |
| 8代                 | 山本暁     | 2006年11月24日 | 2011年10月5日  | 兵庫県職員。2期目途中で妻の介護を理由に辞職。            |
| 9代                 | 工藤崇     | 2011年10月31日 | 2013年7月2日   | 上郡町議。町議会に不信任決議され議会を解散し自らも辞職。 |
| 10代                | 遠山寛     | 2013年7月21日  | 2021年7月20日  | 家具販売会社社長。2021年の町長選挙で梅田に敗れ落選。     |
| 11代                | 梅田修作   | 2021年7月21日  | 現職           | 上郡町議会議長。                                         |

### 町議会
- 定員 - 10名（無所属8名、公明党1名、日本共産党1名[14]）
- 議長 - 河井正人（無所属[14]）
- 副議長 - 佐野廣一（無所属[14]）
- 監査委員 - 木村公男（無所属[14]）

### 衆議院
- 任期：2021年（令和3年）10月31日 - 2025年（令和7年）10月30日（「第49回衆議院議員総選挙」参照）

| 選挙区 | 議員名 | 党派名     | 当選回数 | 備考   |
| --- | ------ | ---------- | -------- | ------ |
| 兵庫県第12区（上郡町、相生市、赤穂市、たつの市、宍粟市、姫路市（旧家島町・夢前町・香寺町・安富町域）、神崎郡、揖保郡、佐用郡） | 山口壯 | 自由民主党 | 7        | 選挙区 |

## 交通

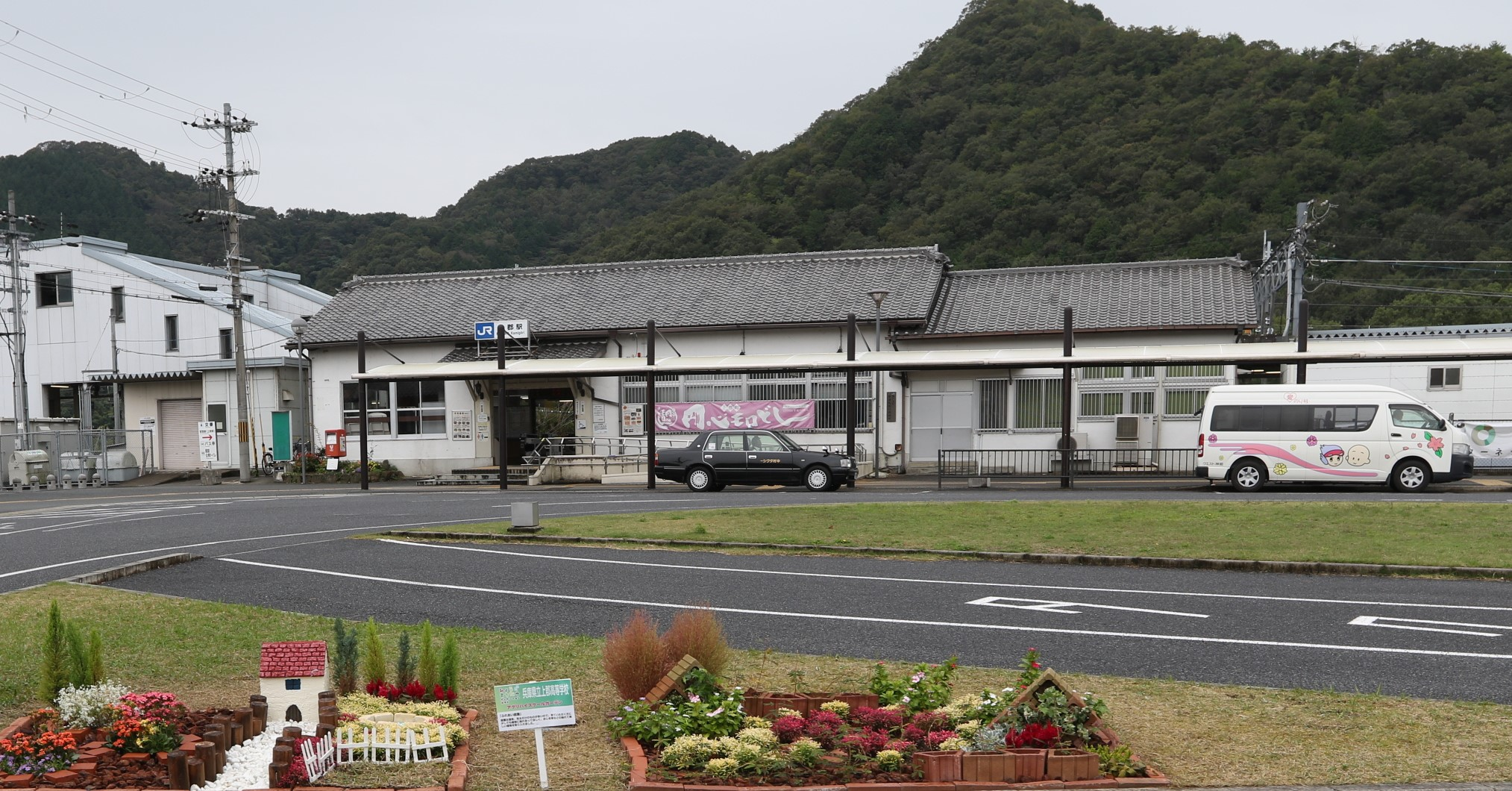
上郡駅（改修後）

### 鉄道
- 西日本旅客鉄道（JR西日本）
  -  山陽本線：上郡駅
- 智頭急行
  - 智頭線：上郡駅 - （岩木信号場 ） - 苔縄駅 - 河野原円心駅

主要な鉄道駅として、上郡駅がある。もともとはJR山陽本線のひとつの駅で、京阪神方面からの新快速・快速列車の終着駅に過ぎなかったが、1994年に智頭急行が開業してからは、智頭急行線の始発駅としての顔も併せ持つようになり、現在では、毎日、鳥取県の倉吉駅（一部は鳥取駅）と京都駅を結ぶ特急「スーパーはくと」8往復（金、土、休日は7往復）、および鳥取駅と岡山駅を結ぶ特急「スーパーいなば」6往復が停車する駅になっている。上郡 - 岡山間は、普通電車で55分程度であり、スーパーいなばでは、30分程度である。また、かつては、寝台特急「サンライズ出雲」・「サンライズ瀬戸」が停車していた時期（2006年3月18日 - 2010年3月12日）があった。

### バス
- ウエスト神姫
  - 上郡駅－上郡ネオポリス－赤穂市民病院
  - 上郡駅－県立大附属高校－粒子線医療センター
- 東備西播定住自立圏『圏域バス』ていじゅうろう上郡ルート[15]
  - 上郡駅－赤穂市民病院
- 播磨科学公園都市圏域定住自立圏『圏域バス』
  - 上郡駅ー県立西播磨総合リハビリテーションセンターー播磨新宮駅[16]
- 上郡町コミュニティバス愛のり号
  - 運行系統　赤松線　岩木線　船坂・梨ケ原線　工業団地線　まちなか周回線（役場方面、イオンタウン方面）　高田・高田台線　鞍居・光都線
- 事前予約型乗合タクシーほほえみタクシー
  - 運行系統 楠・岩木・梨ヶ原・船坂・宇野山・正福寺・大富各ルート

### 道路
- 国道
  - 国道2号 船坂峠で岡山県と接する。
  - 国道373号
- 都道府県道
  - 兵庫県道5号姫路上郡線
  - 兵庫県道28号上郡末広線
  - 兵庫県道90号赤穂佐伯線
  - 兵庫県道236号上郡停車場線
  - 兵庫県道385号高田上郡線
  - 兵庫県道450号野桑有年停車場線
  - 兵庫県道451号西新宿上郡線
  - 兵庫県道449号多賀相生線

## 産業

### 金融
指定金融機関:みなと銀行上郡支店、播磨科学公園都市出張所
- JA兵庫西上郡支店、高田支店、船坂支店[19]
- 播州信用金庫上郡支店[20]
- 兵庫信用金庫上郡支店[21]

### 立地企業
- ダイセル株式会社西播磨研修センター
- ハイポネックス株式会社 上郡工場・研究開発センター
- シーダム株式会社 上郡工場
- 光菱電機株式会社
- 加藤産業株式会社 上郡工場
- 株式会社大誠樹脂上郡工場
- 新光ナイロン株式会社兵庫工場
- 株式会社タナック兵庫工場
- シュッツ・コンテナ・システムズ株式会社赤穂工場
- 株式会社太陽商会上郡営業所
- 栗田工業株式会社
- 株式会社安田運輸
- 林一二株式会社
- 株式会社三日月運送 光都物流センター
- 株式会社イワサワ
- 日本エア・リキード株式会社

## 通信

### 市外局番
市外局番は、0791（20～59）となっている。
- 0791（20～59）エリア
  - 相生市・赤穂市・たつの市（新宮町光都）・上郡町・佐用町（光都）
    - 相生市・赤穂市・上郡町相互間の通話では、市外局番0791は省略することができる。

### 郵便番号
郵便番号は、町内全て678-12○△（○△は2桁の数字）で表される。
- 上郡町内の郵便局
  - 上郡・高田・船坂・上郡本町・鞍居簡易・西播磨光都プラザ・上郡高田台簡易・梨ヶ原簡易[22]

## マスメディア
- 上郡民報
- えんしんネット（ケーブルテレビ）
- 姫路ケーブルテレビ（ケーブルテレビ）
- 地上アナログ放送（大岳山から送出、水平偏波）

| 放送局名         | チャンネル | 空中線電力 | 空中線電力 | ERP  | ERP  |
| 放送局名         | チャンネル | 映像       | 音声       | 映像 | 音声 |
| ---------------- | ---------- | ---------- | ---------- | ---- | ---- |
| NHK神戸総合      | 34         | 3W         | 1.8W       | 8.5W | 2.1W |
| NHK大阪教育      | 19         | 3W         | 1.8W       | 8.5W | 2.1W |
| サンテレビジョン | 38         | 3W         | 1.8W       | 8.5W | 2.1W |

- 在阪準キー局（毎日放送、朝日放送テレビ、関西テレビ放送、讀賣テレビ放送。アナログ時代は中継局未設置）については、ほとんどの世帯で共同アンテナまたは姫路ケーブルテレビによって視聴されている。高田地区の一部の世帯は、赤穂中継局からの電波を受信している。

## 教育

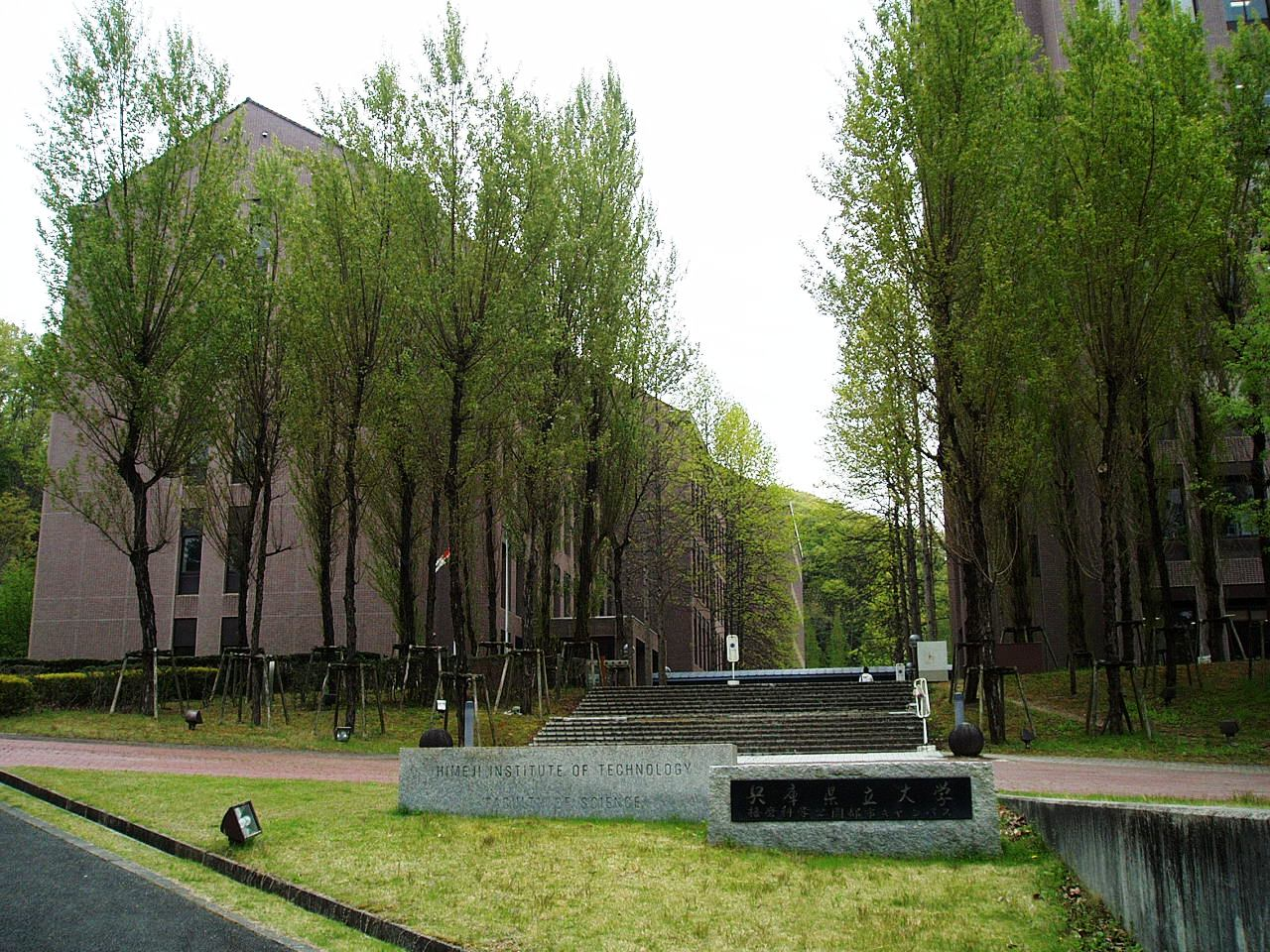
兵庫県立大学 播磨理学キャンパス

### 小学校
- 上郡町立山野里小学校
- 上郡町立上郡小学校
- 上郡町立高田小学校

### 中学校
- 上郡町立上郡中学校
- 兵庫県立大学附属中学校※中高併設

### 高等学校
- 兵庫県立上郡高等学校
- 兵庫県立大学附属高等学校※中高併設

### 大学
- 兵庫県立大学播磨理学キャンパス（旧・播磨科学公園都市キャンパス）[23]

### 閉校された学校
- 上郡町立高田中学校（1960年3月閉校 現上郡町立上郡中学校へ統合）
- 上郡町立船坂中学校（同上）
- 上郡町立赤松中学校（同上）
- 上郡町立鞍居中学校（同上）
- 上郡町立船坂小学校（2010年3月閉校 現上郡町立山野里小学校へ統合）
- 上郡町立梨ヶ原小学校（同上）
- 上郡町立鞍居小学校（2012年3月閉校 現上郡町立上郡小学校へ統合）
- 上郡町立赤松小学校（同上）

## 名所・旧跡・レジャー・観光

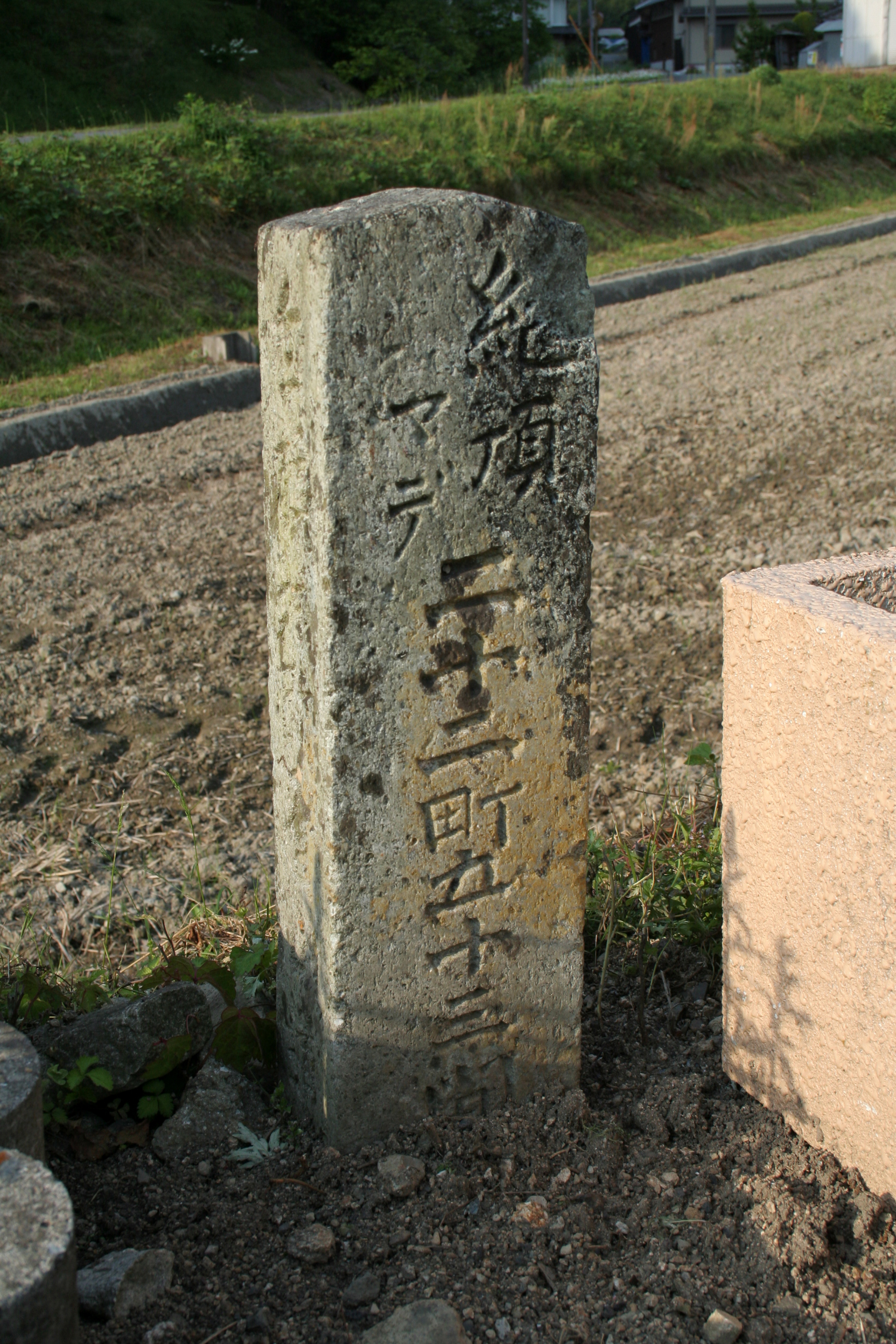
白旗城跡の石柱

### 神社
- 高嶺神社
  - お田植祭
- 鞍居神社
- 八保神社
- 落地八幡神社

### 寺院
- 富満寺万勝院
- 金華山法雲寺

### 史跡
- 駒山城跡
- 白旗城跡：国史跡
- 山陽道野磨駅家跡：国史跡
- 大道農機具店跡

### 施設
- 上郡町立研修センター上郡ピュアランド山の里
- 赤松の郷昆虫文化館(播磨昆虫民俗資料館)
- 兵庫県立大学播磨科学公園都市学術情報館

### その他
- 上郡森林体験の森
- 金出地ダム[24]
- 安室ダムキャンプ場
- ストークヒルゴルフクラブ
- ダイセル播磨光都サッカー場
- 播磨ヘリポート（2008年9月25日廃止）
- 播州カントリークラブ（2019年3月31日をもって閉鎖）
- アイランドゴルフガーデン赤穂（2017年12月31日をもって営業を終了）[25](2014年4月1日青木功ゴルフクラブよりコース名変更)
- 播磨自然高原船坂ゴルフ倶楽部（2022年9月30日をもって営業を終了）

## 祭り・イベント
- 圭介まつり（石戸 5月4日）
- 川の都 かみごおり川まつり（千種川周辺 7月下旬から8月上旬）
- 鞍居ふるさとまつり（鞍居 10月上旬）
- 白旗城まつり（赤松 11月23日）

## 著名な出身者
- 大鳥圭介 - 幕臣、官僚、学習院院長（町役場前に銅像がある）
- 赤松円心- 鎌倉時代末から南北朝時代の武将で、室町幕府の樹立に多大の貢献。国指定史跡の白旗城を築城
- 濱田嘉幸 - 俳優
- 薮本陽輔 - アニメーター、作画監督
- 浅越しのぶ - 女子テニスプレーヤー
- 松本正志 - 第59回全国高等学校野球選手権大会優勝投手（東洋大姫路高校）、プロ野球選手（上郡中学校卒）
- 寺本章子 - タレント、リポーター
- 中谷圭佑 - 陸上競技選手（上郡中学校卒）